# بلوسکو
بلوسکو (به ایتالیایی: Bellusco) یک کومونه در ایتالیا است که در استان مونتزا و بریانتزا واقع شده‌است.

## خصوصیات
بلوسکو ۶٫۵ کیلومترمربع مساحت و ۶٬۷۴۸ نفر جمعیت دارد و ۲۱۴ متر بالاتر از سطح دریا واقع شده‌است.